# AP环境科学
大学先修课程环境科学（又称AP环境科学、AP ES）是美国大学理事会大学先修课程中的环境科学科目，为有志向在将来修读相关专业，具备两年高中级别生命科学或物理科学知识、至少一年代数知识的学生，提供为期一个学期时长的大学环境科学入门课程。另外，学生可以在每年5月份参加全球统一的考试以检测自己对AP环境科学知识的掌握程度。

## 课程
| 主题             | 考试权重 |
| ---------------- | -------- |
| 生态系统         | 6%–8%    |
| 生物多样性       | 6%–8%    |
| 人口学           | 10%–15%  |
| 地球系统与资源   | 10%–15%  |
| 土地和水资源利用 | 10%–15%  |
| 能源资源与消耗   | 10%–15%  |
| 大气污染         | 7%–10%   |
| 水生和陆地污染   | 7%–10%   |
| 全球变化         | 15%–20%  |

## 考试
AP环境科学考试考察学生对课程单元所涵盖的环境科学概念的理解，以及设计研究方案解决环境问题的能力。考试时允许使用四则、科学、图形计算器。
考试总时长为2小时40分钟，分为两部分：
- 80个选择题，限时1小时30分钟，分数占比60%。可能为单个独立问题，或为涉及同一张图表或一组数据呈现的多个问题；
- 3个申论题，限时1小时10分钟，分数占比40%，包括调查设计、环境问题分析及解决、利用计算解决环境问题三个部分。

自2025年5月起，28科AP考试将转变为混合型或全数字化测试。对于环境科学考试，選擇題和申論題均将在移动设备上完成。